# 梁晓声
梁晓声（1949年9月22日—），原名梁绍生，男，祖籍山东荣成，生于黑龙江哈尔滨，中国当代作家。其作品多写知青题材，描写北大荒的知青岁月，对中国当代文坛产生了很大影响。梁晓声被认为是中国“平民代言人”，经常描写平民生活，批判既得利益者。系全国政协委员，中国民主同盟第十一届中央委员会委员、常委，中国作家协会会员（中国作家协会第五、六、七届全国委员会委员），中国國家广播电影电视总局电影审查委员会委员、中国电影进口审查委会委员。

## 生平

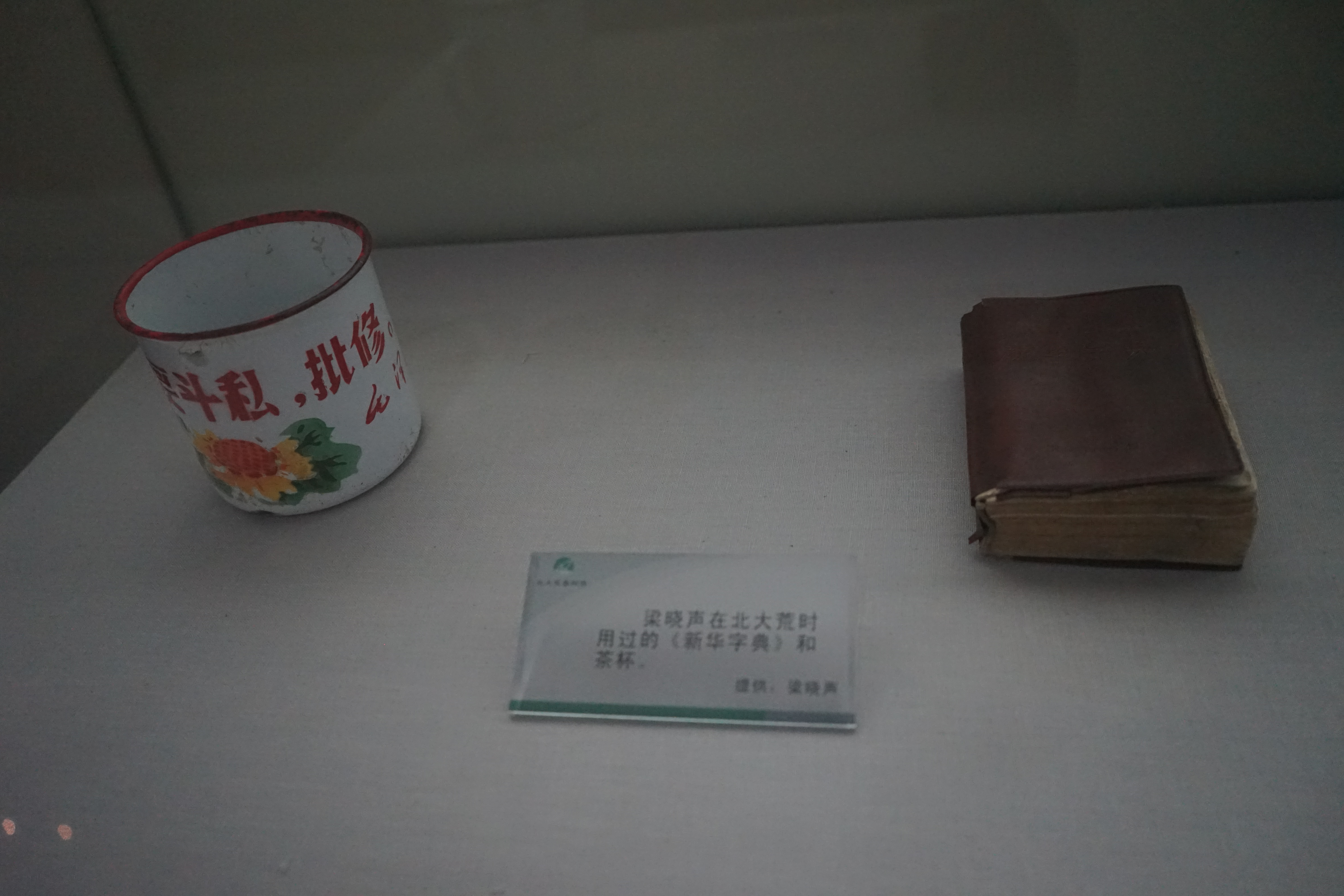
梁晓声用过的水杯和字典 北大荒博物馆

1966年毕业于哈尔滨第二十九中学。1968年—1974年任沈阳军区黑龙江生产建生兵团一师一团农工、班长、排长、小学教师、报道员、伐木工。
1974年以工农兵学员身份进入复旦大学中文系学习。1977年毕业。1977年—1988年任北京电影制片厂编辑。1988年起任中国儿童电影制片厂编剧、厂艺术委员会副主任等职。
2002年至今任北京语言大学人文学院中文系教授。
2012年6月15日被聘任为中央文史研究馆馆员。

## 爱情和家庭
1972年，梁晓声作为知识青年下放到北大荒劳动改造，认识了初恋董秋娟，后来分手。梁晓声去复旦大学学习期间经人介绍认识了小他6岁的焦丹，两人结婚。

## 主要著作

### 长篇小说
- 《一个红卫兵的自白》1988年四川文艺出版社
- 《雪城》上下部，1988年北京十月文艺出版社
- 《浮城》1992年花城出版社
- 《泯灭》1994年春风文艺出版社
- 《恐惧》1994年出版贵州人民出版社
- 《年轮》1994年贵州人民出版社
- 《重塑保尔柯察金》2000年同心出版社
- 《黄卡》2001年百花文艺出版社
- 《尾巴》2004年陕西旅游出版社
- 《欲说》2006年东方出版中心
- 《缪斯之子》2006年中国画报出版
- 《伊人伊人》2006年湖南文艺出版设
- 《红色惊悸》2007年文化艺术出版社
- 《政协委员》2008年河南文艺出版社
- 《生非》2011年百花文艺出版社
- 《知青》上下部，2012青岛出版社
- 《返城年代》上下部，2013 东方出版中心
- 《懦者》2013年湖南文艺出版社
- 《人世间》上中下三部，2018年中国青年出版社
- 《重生》2020年天津人民出版
- 《我和我的命》2020年人民文学出版社

### 中短篇小说
- 《这是一片神奇的土地》1982年《北方文学》第8期、
- 《今夜有暴风雪》1983年《青春》文学丛刊第1期，
- 《天若有情》1984年北京十月文艺出版社
- 《人间烟火》1995年中国青年出版社
- 《白桦树皮灯罩》1986年北方文学出版社
- 《死神》1990年花城出版社
- 《弧上的舞者》（梁晓声中篇小说自选集）5卷，2004年海南出版公司
  - 《金卷》、《木卷》、《水卷》、《火卷》、《土卷》
- 《孤独的清醒者》2024年北京联合出版公司

### 散文
- 《从复旦到北影》
- 《复旦与我》1987上海文艺出版社
- 《京华见闻录》
- 《龙年一九八八》1989
- 《九三断想》1994山西高校联合出版社
- 《九五随想录》1996新疆人民出版社
- 《凝视九七》1997经济日报出版社
- 《九九断想》1999九州图书出版社

### 社会作品
- 《中国社会各阶层分析》1997年经济日报出版社
- 《郁闷的中国人》2012年出版
- 《忐忑的中国人》2013年光明日报出版社
- 《中国生存启示录》2014年北京大学出版社
- 《真历史在民间》2014年民主与建设出版社
- 《我相信中国的未来》2014年中国青年出版社
- 《我们的时代与社会》2015年中国工人出版社
- 《中国人的人性与人生》2017年出版
- 《中国文化的性格》2018年出版
- 《家-国-天系列三部曲》2018年出版
- 《读书是最对得起付出的一件事》2020年出版

### 自述
- 《梁晓声自述》2015人民出版社
- 《我与橘皮的往事》2017民主与建设出版社
- 《梁晓声文学回忆录》2021广东人民出版社

### 文集
- 《梁晓声文集》4卷，1998年新疆人民出版社
- 《梁晓声文集》48卷，2018年青岛出版社（长篇小说20卷，中篇小说9卷，短篇小说4卷，散文15卷）

## 奖项
- 《这是一片神奇的土地》1982年获全国短篇小说奖。
- 《今夜有暴风雪》1984年获全国中篇小说奖。
- 《父亲》1984年获全国短篇小说奖。
- 《龙！龙、龙》2013年获中国散文年会一等奖。
- 《人世间》- 第二届吴承恩长篇小说奖（2019年）[7]
- 《人世间》- 第十届茅盾文学奖（2019年）[8]
- 《我的成长的烦恼》荣获2022年度中国散文年会一等奖。

## 婚姻家庭
1982年5月，梁晓声与北京姑娘焦丹相识10个月后在北影单身宿舍里结婚。
1983年儿子梁爽出生。